# Штабнов, Геннадий Арсентьевич
Геннадий Арсентьевич Штабнов (2 декабря 1927 года, Омск — 5 сентября 1989 год, там же) — омский художник-«шестидесятник», эпический живописец.

## Биография
До Великой Отечественной войны посещал кружок изобразительного искусства при Доме пионеров, который вела С. Ф. Легчилова.
В 1944-48 годах учился на монтажно-конструкторском отделении Омского авиационного техникума им. К. Е. Ворошилова.
В 1948-51 годах после окончания техникума работает техником серийно-конструкторского отдела моторостроительного завода им. П. И. Баранова.
В 1948-51 годах занимается в изостудии В. Р. Волкова при клубе «Юность», участвует в выставках самодеятельного искусства.
С 1951 по 1955 год учился в Пензенском художественном училище имени К. А. Савицкого. Особое влияние оказали педагог консультант художник И. С. Горюшкин-Сорокопудов и педагог Н. К. Краснов. Дипломная работа «Сибирский мотив» (Холст, масло).
После окончания училища возвращается в Омск. Принимает активное участие в областных, зональных, республиканских выставках.
В 1956-60 годы работает художником ХПМ Омского отделения ХФ РСФСР.
В 1957 году становится участником выставки VI Всемирного фестиваля молодёжи и студентов в Москве.
С 1964 года — член Союза художников СССР.
В 1965 году оканчивает художественно-графический факультет Омского государственного педагогического института им. А. М. Горького, где работает со дня основания, совмещая работу с учебой.
В 1972 году становится доцентом кафедры изобразительных искусств.
В 1976 стал заведующим кафедрой декоративно-прикладного искусства.
Умер в 1989 году. Похоронен на Северо-Восточном кладбище Омска.

## Творчество
Ключевым событием, с которого началось становление самобытного думающего художника Штабнова, была выставка на VI Всемирном фестивале молодёжи и студентов в Москве. Впервые в Советском союзе было представлено изобразительное искусство всех континентов. Для многих художников, вошедших в историю российского искусства как шестидесятники, эта выставка стала поводом для переосмысления и дала импульс для развития их творчества. Лирический пейзаж Г. А. Штабнова «На Таре-реке», стал одной из двух работ сибиряков на этой выставке.
В 1950—1960-е годы творчество Штабнова развивается в общем русле нового советского искусства, начались поиски новых выразительных средств, художники стремятся к активному восприятию натуры. Для Штабнова основным организующим элементом становится ритм, проявляющийся в ритме мазков, имеющих отчётливо выраженное направление, в ритме цветовых плоскостей. Лучшие и завершающие работы этого периода «Пристань Мужи» (1964), «Тобольский порт. Белые ночи» (1967).
На следующем этапе с конца 1960-х годов Г. А. Штабнов заявляет о себе, как о художнике эпического склада, с даром монументального обобщения. Взгляд на мир становится шире, буквально увеличивается размер полотен. Он пишет не конкретные уголки природы, но просторы земли и неба. Яркая работа этого периода «Земля людей» (1965-69). Мера обобщения, достигнутая в этой работе, была настолько велика, что идти по определившемуся пути было уже сложно. Закономерно, что художник переходит к монументально-декоративному искусству. В соавторстве с Н. Я. Третьяковым создаёт ряд работ, в том числе экспрессивный символико-аллегорический рельеф из бетона на фасаде Дворца им. Ф. Э. Дзержинского «Защита завоеваний Октября». Интерес к монументально-декоративному искусству проявился в организации им кафедры декоративно-прикладного искусства в 1976 году.
Следующий этап открывается живописной работой «Десант» (1980). Поэтика эпического пейзажа сохраняется, но дополняется символизмом. Предметное начало несёт минимум смысловой нагрузки, сюжет теряет свою отчетливость, достигается предельное обобщение. Символическое звучание усиливается в серии работ «Память» (1987-89). Масштабная тема не оставляла (в это время уже больного) художника до конца жизни.

## Основные работы
- Интерьер музея. 1956. Холст, масло. 74х46. Собственность семьи.
- Сельское окошко. 1960. Холст, масло. 60х49. ООМИИ им. М. А. Врубеля.
- Дорога в Тайге. 1962. Холст, масло. 150х100.
- Город строится. 1962. Холст, масло. 100х105.
- Борисо-Глебский монастырь. 1963. Картон, масло. 70х49. Собственность семьи.
- Старый Таллин. 1963. Холст, масло. 108х105. ООМИИ им. М. А. Врубеля.
- Тобольский порт. Белые ночи. 1964. Холст, масло. 105х80. Музей изобразительных искусств в г. Комсомольске-на-Амуре.
- Вечерний мотив. 1964. Холст масло. 140х151. ООМИИ им. М. А. Врубеля.
- Любимый город. 1964. Холст масло. 160х100. ООМИИ им. М. А. Врубеля.
- Порт Мужи. 1964. Холст масло. 84х125. ООМИИ им. М. А. Врубеля.
- Большая химия в Сибири. (серия из 4-х листов). 1964. Монотипии.
- Сибирский мотив. 1967. Холст, масло. 65х240. Кемеровский музей изобразительных искусств.
- Ночной Томск. 1967. Холст, масло. 125х100. Кемеровский музей изобразительных искусств.
- Вечерний мотив. 1968. Холст, масло. 151х151. Собственность семьи.
- Вечер на станции. 1968. Холст, масло. 125х85.
- Земля людей. 1969. Холст, масло. 190х250. ООМИИ им. М. А. Врубеля.
- Земля людей (вариант). 1969. Холст, масло. 190х255. Собственность семьи.
- Окно бакенщика. 1972. Холст, масло. 90х80. ООМИИ им. М. А. Врубеля.
- Черлакский затон. 1972. Картон, масло. 47,5х112. Собственность семьи.
- Васюган. 1974. Холст, масло. 160х200. ООМИИ им. М. А. Врубеля.
- Васюган (вариант). 1974. Холст, масло. 190х255. Собственность семьи.
- Южное дерево. 1978. Холст, масло. 79х100. Собственность семьи.
- Десант. 1979. Холст, масло. 80х185. ОГИК музей.
- Десант (вариант). 1979. Холст, масло. 80х200. Собственность семьи.
- Чокан Валиханов. 1985. Холст, масло. 100х78.
- Красный элеватор. 1985. Холст, масло. 90х70. Собственность семьи.
- Универмаг. 1985. Холст, масло. 95х115. Собственность семьи.
- Май. 1986. Холст, масло. 80х60. Собственность семьи.
- На реке Шиш. 1987. Холст, масло. 60х80. Собственность семьи.
- Трудные дороги. 1987. Холст, масло. 85х125. ООМИИ им. М. А. Врубеля.
- Навигация в Омске (На Иртыше). 1987. Холст, масло. 52х186. Собственность семьи.
- Золотонивская ферма. 1987. Холст, масло. 60х200. ОГИК музей.
- Промпейзаж. 1987. Холст, масло. 115х125. Собственность семьи.
- Спящие паровозы. 1988. Холст, масло. 78х105. Собственность семьи.
- Вокзал. 1987. Холст, масло. 74х97. Собственность Омскпромстройбанка.

### Цикл работ «Память»
- Зимний день. 1985. Холст, масло. 150х140. ООМИИ им. М. А. Врубеля.
- Восход. 1986. Холст, масло. 93х72. Собственность семьи.
- Черная лампа. 1987. Холст, масло. 90х60. ООМИИ им. М. А. Врубеля.
- Мыслитель. 1987. Холст, масло. 150х101. Собственность семьи.
- Ночной мотив. 1987. Холст, масло. 151х141. ООМИИ им. М. А. Врубеля.
- Полдень. 1987. Холст, масло. 90х60. ООМИИ им. М. А. Врубеля.
- Память. 1988. Холст, масло. 195х240. Собственность семьи.
- Скворечники. 1988. Холст, масло. 182х248. Собственность семьи.
- Колокольный звон. 1989. Холст, масло. 100х79. Собственность семьи.

## Монументально-декоративные работы
«История авиации». Роспись интерьера музея технической пропаганды завода им. П. И. Баранова. Омск. Соавтор Н. Я. Третьяков. Фотоэлектролиз. 1968—1969.
«Защита завоеваний Октября». Рельеф фасада Дворца им. Ф. Э. Дзержинского. Омск. Соавтор Н. Я. Третьяков. Бетон. 1971.
Декоративная роспись цеха завода им. П. И. Баранова. Омск. Соавтор Н. Я. Третьяков. Мозаика. Природный камень, смальта. 1971.
«Детство». Рельеф декоративной стелы у бассейна Дворца пионеров. Омск. Соавтор Н. Я. Третьяков. Бетон. 1975.

## Выставки
- 1955 — Омская областная выставка. Омск.
- 1956 — Выставка произведений художников Сибири и Дальнего Востока. Иркутск.
- 1957 — Выставка VI Всемирного фестиваля молодёжи и студентов. Москва.
- 1961 — Областная выставка произведений омских художников. Омск.
- 1962 — Групповая выставка произведений художников (Штабнов Г., Бабаева Н., Белов С., Брюханов Н.). Омск.
- 1964 — I зональная художественная тематическая выставка «Сибирь социалистическая». Новосибирск.
- 1965 — 2-я Республиканская художественная выставка «Советская Россия». Москва.
- 1965 — Передвижная выставка «Художники Сибири». Новосибирск.
- 1966 — Выставка произведений художников Сибири и Дальнего Востока. Москва, Тюмень.
- 1967 — II зональная выставка «Сибирь социалистическая», посвященная 50-летию Советской власти. Омск.
- 1967 — Выставка произведений художников РСФСР, посвященная 50-летию Октября. Москва.
- 1968 — Выставка монументального и декоративно-прикладного искусства. Омск.
- 1968 — Областная художественная выставка «Художники — Октябрю». Омск.
- 1969 — III зональная выставка «Сибирь социалистическая» (к 100-летию со дня рождения В. И. Ленина). Красноярск.
- 1972 — Всесоюзная выставка архитектуры и монументального искусства. Москва. Присуждение Диплома II степени Госстроя СССР.
- 1974 — Республиканская выставка монументалистов. Свердловск.
- 1974-75 — Групповая выставка произведений 4-х омских художников: В. Кукуйцев, Н. Я. Третьяков, Р. Ф. Черепанов, Г. А. Штабнов. Москва, Таллин, Ленинград.
- 1975 — IV-я зональная выставка «Сибирь социалистическая». Томск.
- 1975 — Выставка омских художников в Венгрии.
- 1978 г. Групповая выставка произведений 4-х омских художников: В. Кукуйцев, Н. Я. Третьяков, Р. Ф. Черепанов, Г. А. Штабнов. Красноярск.
- 1979 — Всероссийская выставка произведений художников-преподавателей педагогических учебных заведений. Москва
- 1980 — V зональная выставка «Сибирь социалистическая». Барнаул.
- 1982 — «Омская земля». Выставка произведений омских художников. Омск.
- 1984 — «Омская земля». Выставка произведений омских художников. Москва.
- 1985 — VI-я зональная выставка «Сибирь социалистическая». Кемерово.
- 1988 — Персональная выставка произведений живописи к 60-летию. Омск.
- 1988 — Всероссийская выставка учебных и творческих работ по изобразительному искусству учащихся, студентов, преподавателей педагогических учебных заведений и изобразительного творчества школьников. Москва.
- 1989 — Выставка «Синтез» Н. Я. Третьяков, Г. Штабнов, В. Владимиров, М. Герасимов, С. Тыркаов. Живопись, графика. Омский областной музей изобразительных искусств. Омск.
- 1997 — Выставка памяти Г. А. Штабнова (к 70-летию со дня рождения). Омский областной музей изобразительных искусств. Омск.
- 2002 — Выставка работ мастера и учеников, посвященная 75-летию Г. А. Штабнова. Омск.
- 2002 — «Омский Союз художников в контрастах эпохи» к 70-летию образования Омской организации Союза художников России. ООМИИ им. М. А. Врубеля. Омск.
- 2006 — Сибирский миф. Голоса территорий. Омский областной музей изобразительных искусств. Омск.
- 2008 — Сибирский миф. Голоса территорий. Государственный Русский музей. Санкт-Петербург.
- 2012 — Геннадий Штабнов. Живопись. В Музее изобразительных искусств имени М. А. Врубеля Омск.

## Ученики
В разное время, учениками Геннадия Арсентьевича Штабнова были художники: Александров Сергей Николаевич, Горбунов Николай Григорьевич, Гурганов Анатолий Павлович, Дорохов Евгений Дмитриевич, Завьялов Александр Александрович, Казанцева Ирена Дмитриевна, Князева Светлана Михайловна, Кравцов Петр Александрович, Красноперов Александр Фокеевич, Левченко Игорь Юрьевич, Минин Павел Георгиевич, Михальченко Михаил Степанович, Молодцов Николай Николаевич, Патрахина Антонина Федоровна, Погодин Виктор Александрович, Сидоров Владимир Максимович, Скосырева Нина Александровна, Старцев Анатолий Викторович, Шакенов Амальгенды Абдурахманович, Ярчук Виктор Федорович.

## Интересные факты
Основатель Художественно-графического факультета Алексей Николаевич Либеров пригласил преподавать в Омский государственный педагогический институт им. А. М. Горького молодых художников Анатолия Чермошенцева и Геннадия Штабнова на тот момент ещё не имевших высшего образования. Со временем они окончили факультет на котором сами преподавали.